# Chapelle Sainte-Croix de Saint-Martin-Vésubie
La chapelle Sainte-Croix, ou chapelle des Pénitents blancs, est une chapelle catholique située en France sur la commune de Saint-Martin-Vésubie, dans le département des Alpes-Maritimes en région Provence-Alpes-Côte d'Azur.
Elle est construite dans un style baroque alpin avec un décor plus riche que celui de la chapelle de la Miséricorde car son entretien était assuré grâce au commerce transalpin du sel et du drap. La confrérie des pénitents blancs s'occupait de l'hôpital de Saint-Martin.

## Localisation
La chapelle est située sur la Place du Marché, ancienne place du Portal de la commune de Saint-Martin-Vésubie dans le département français des Alpes-Maritimes, à Saint-Martin-Vésubie.

## Historique
La chapelle Sainte-Croix, date de la fin du XVIIe siècle. En 1689, elle est citée comme appartenant aux Pénitents blancs. 
Elle possède un clocher coiffé d'un bulbe. La façade est ornée de sculptures de Giovani Parini de 1847. L'église possède une belle décoration baroque du XVIIe siècle, grand maître-autel et peintures sur les murs.
L'édifice est classé au titre des monuments historiques le 17 septembre 1997.